# Beograd
Beograd (tiếng Serbia: Београд / Beograd, "thành phố trắng" (beo ("trắng") + grad ("thành phố") và phiên âm tiếng Việt là Bê-ô-grát), phát âm tiếng Serbia-Croatia: [beǒɡrad] ⓘ) là thủ đô và thành phố lớn nhất của Serbia; tọa lạc cạnh nơi hợp lưu của sông Sava và Danube, nơi đồng bằng Pannonia tiếp giáp với Balkan. Đô thị Grad Beograd (Thành phố Beograd) có dân số 1,23 triệu người. Tổng cộng có 1,68 triệu người sống trong vùng biên giới hành chính của thành phố.

## Lịch sử
Một trong những nền văn hóa thời tiền sử nổi bật nhất châu Âu, nền văn hóa Vinča, đã phát triển trong khu vực Beograd vào thiên niên kỷ 6 TCN. Thời cổ, người Thracia-Dacia sinh sống trong vùng, năm 279 TCN người Celt đánh chiếm thành phố, đặt nó cái tên Singidūn. Nó bị người La Mã chinh phục dưới triều Augustus, và được trao quyền thành phố vào giữa thế kỷ 2. Người Slav đến đây vào những năm 520, và từ đó, thành phố rơi vào sự kiểm soát của nhiều thế lực khác nhau, gồm Đế quốc Byzantine, Đế quốc Frank, Đế quốc Bulgaria và Vương quốc Hungary, trước khi nó trở thành kinh đô Vương quốc Serbia vào đời vua Stephen Dragutin (1282–1316). Năm 1521, Beograd bị Đế quốc Ottoman chiếm và trở thành thủ phủ của Sanjak Smederevo. Beograd một lần nữa trở thành thủ đô của Serbia năm 1841. Bắc Belgrad vẫn là thành lũy cực nam của Habsburg cho tới năm 1918, khi thành phố thống nhất. Do vị trí chiến lược của mình, thành phố đã chứng kiến 115 cuộc chiến tranh và bị phá hủy 44 lần. Beograd là thủ đô của Nam Tư kể từ khi thực thể này hình thành năm 1918.
Beograd có địa vị hành chính đặc biệt trong Serbia và là một trong năm vùng thống kê của nước này. Nó được phân loại là một Beta-Global City.
Beograd từng là thủ đô của Liên bang Cộng hòa Xã hội Chủ nghĩa Nam Tư và Liên bang Nam Tư cho đến năm 2004. Sau khi Liên Bang Nam Tư cũ và mới giải thể, Beograd trở thành thủ đô của nước Cộng hòa Serbia và Montenegro.

## Địa lý
Beograd có độ cao 116,75 mét (383,0 ft) trên mực nước biển và tọa lạc bên chỗ hợp lưu giữa sông Danube và Sava. Phần lõi lịch sử của Beograd, Kalemegdan, nằm bên tả ngạn hai dòng sông. Từ thế kỷ 19, thành phố đã mở rộng về phía nam và đông; sau Thế chiến II, Belgrade Mới được xây nên bên tả ngạn sông Sava, nối Belgrade với Zemun. Những cộng đồng dọc sông Danube, như Krnjača, Kotež và Borča, hợp nhất với thành phố, còn Pančevo, một thành phố công nghiệp vệ tinh, vẫn là một đô thị riêng. Beograd có diện tích 360 kilômét vuông (140 dặm vuông Anh), còn vùng đô thị của nó thì rộng tới 3.223 km2 (1.244 dặm vuông Anh).

### Khí hậu
Beograd có khí hậu cận nhiệt đới ẩm, với bốn mùa và mưa rải đều suốt năm. Nhiệt độ trung bình tháng dao động từ 1,4 °C (34,5 °F) (tháng 1) đến 23,0 °C (73,4 °F) (tháng 7), trung bình năm 12,5 °C (54,5 °F). Trung bình, một năm có 31 ngày mà nhiệt độ đạt trên 30 °C (86 °F), và 95 ngày nhiệt độ đạt trên 25 °C (77 °F). Beograd nhận lượng mưa chừng 690 milimét (27 in) mỗi năm, với khoảng cuối xuân là thời gian ẩm nhất. Số giờ nắng trung bình năm là 2.112.
Nhiệt độ cao nhất từng được ghi nhận chính thức là +43,6 °C (110,5 °F) vào ngày 24 tháng 7 năm 2007, còn nhiệt độ thấp nhất là −26,2 °C (−15 °F) vào ngày 10 tháng 1, 1893.
| Dữ liệu khí hậu của Belgrade (1981–2010)     | Dữ liệu khí hậu của Belgrade (1981–2010) | Dữ liệu khí hậu của Belgrade (1981–2010) | Dữ liệu khí hậu của Belgrade (1981–2010) | Dữ liệu khí hậu của Belgrade (1981–2010) | Dữ liệu khí hậu của Belgrade (1981–2010) | Dữ liệu khí hậu của Belgrade (1981–2010) | Dữ liệu khí hậu của Belgrade (1981–2010) | Dữ liệu khí hậu của Belgrade (1981–2010) | Dữ liệu khí hậu của Belgrade (1981–2010) | Dữ liệu khí hậu của Belgrade (1981–2010) | Dữ liệu khí hậu của Belgrade (1981–2010) | Dữ liệu khí hậu của Belgrade (1981–2010) | Dữ liệu khí hậu của Belgrade (1981–2010) |
| Tháng                                        | 1                                        | 2                                        | 3                                        | 4                                        | 5                                        | 6                                        | 7                                        | 8                                        | 9                                        | 10                                       | 11                                       | 12                                       | Năm                                      |
| -------------------------------------------- | ---------------------------------------- | ---------------------------------------- | ---------------------------------------- | ---------------------------------------- | ---------------------------------------- | ---------------------------------------- | ---------------------------------------- | ---------------------------------------- | ---------------------------------------- | ---------------------------------------- | ---------------------------------------- | ---------------------------------------- | ---------------------------------------- |
| Cao kỉ lục °C (°F)                           | 20.7 (69.3)                              | 23.9 (75.0)                              | 28.8 (83.8)                              | 32.2 (90.0)                              | 34.9 (94.8)                              | 37.4 (99.3)                              | 43.6 (110.5)                             | 40.0 (104.0)                             | 37.5 (99.5)                              | 30.7 (87.3)                              | 28.4 (83.1)                              | 22.6 (72.7)                              | 43.6 (110.5)                             |
| Trung bình ngày tối đa °C (°F)               | 4.6 (40.3)                               | 7.0 (44.6)                               | 12.4 (54.3)                              | 18.0 (64.4)                              | 23.5 (74.3)                              | 26.2 (79.2)                              | 28.6 (83.5)                              | 28.7 (83.7)                              | 23.9 (75.0)                              | 18.4 (65.1)                              | 11.2 (52.2)                              | 5.8 (42.4)                               | 17.4 (63.3)                              |
| Trung bình ngày °C (°F)                      | 1.4 (34.5)                               | 3.1 (37.6)                               | 7.6 (45.7)                               | 12.9 (55.2)                              | 18.1 (64.6)                              | 21.0 (69.8)                              | 23.0 (73.4)                              | 22.7 (72.9)                              | 18.0 (64.4)                              | 12.9 (55.2)                              | 7.1 (44.8)                               | 2.7 (36.9)                               | 12.5 (54.5)                              |
| Tối thiểu trung bình ngày °C (°F)            | −1.1 (30.0)                              | −0.1 (31.8)                              | 3.7 (38.7)                               | 8.3 (46.9)                               | 13.0 (55.4)                              | 15.8 (60.4)                              | 17.5 (63.5)                              | 17.6 (63.7)                              | 13.5 (56.3)                              | 9.0 (48.2)                               | 4.2 (39.6)                               | 0.2 (32.4)                               | 8.5 (47.3)                               |
| Thấp kỉ lục °C (°F)                          | −26.2 (−15.2)                            | −15.4 (4.3)                              | −12.4 (9.7)                              | −3.4 (25.9)                              | 2.5 (36.5)                               | 6.5 (43.7)                               | 9.4 (48.9)                               | 6.7 (44.1)                               | 4.7 (40.5)                               | −4.5 (23.9)                              | −7.8 (18.0)                              | −13.4 (7.9)                              | −26.2 (−15.2)                            |
| Lượng Giáng thủy trung bình mm (inches)      | 46.9 (1.85)                              | 40.0 (1.57)                              | 49.3 (1.94)                              | 56.1 (2.21)                              | 58.0 (2.28)                              | 101.2 (3.98)                             | 63.0 (2.48)                              | 58.3 (2.30)                              | 55.3 (2.18)                              | 50.2 (1.98)                              | 55.1 (2.17)                              | 57.4 (2.26)                              | 690.9 (27.20)                            |
| Số ngày giáng thủy trung bình (≥ 0.1 mm)     | 13                                       | 12                                       | 11                                       | 13                                       | 13                                       | 13                                       | 10                                       | 9                                        | 10                                       | 10                                       | 12                                       | 14                                       | 139                                      |
| Số ngày tuyết rơi trung bình                 | 10                                       | 7                                        | 4                                        | 1                                        | 0                                        | 0                                        | 0                                        | 0                                        | 0                                        | 0                                        | 3                                        | 8                                        | 33                                       |
| Độ ẩm tương đối trung bình (%)               | 78                                       | 71                                       | 63                                       | 61                                       | 61                                       | 63                                       | 61                                       | 61                                       | 67                                       | 71                                       | 75                                       | 79                                       | 68                                       |
| Số giờ nắng trung bình tháng                 | 72.2                                     | 101.7                                    | 153.2                                    | 188.1                                    | 242.2                                    | 260.9                                    | 290.8                                    | 274.0                                    | 204.3                                    | 163.1                                    | 97.0                                     | 64.5                                     | 2.111,9                                  |
| Nguồn: Hydrometeorological Service of Serbia |                                          |                                          |                                          |                                          |                                          |                                          |                                          |                                          |                                          |                                          |                                          |                                          |                                          |